# Хакучі
Хакучі (хакучінці, самоназва:  Адиге ,  хьакІуцу ) -  черкеська субетнічна спільність, що розмовляє піддіалектом  шапсузької мови. Переважно населяли долини річок Хакучіпсі, Ходжоко, Татай, Копса і Енебепле. На даний момент хакучінска говірка має деяке поширення у  Туреччині.

## Історія
У літературі відомі не раніше першої чверті XIX століття. До другої половини XIX  ст. проживали між землями  Убихи і  Малим Шапсугом (чорноморське узбережжя сучасного  Краснодарського краю).
Хакучінці дали ім'я річкам  Хакучіпси  - притока річки Псезуапсе і  Хакуч  - ліва притока річки  Аше.
У період  Кавказької війни у 1840-1860-х роках і відразу після неї, у військових документах російської армії зустрічалося найменування племені - хакучі, аули яких розташовувалися у важкодоступних гірських районах у верхів'ях річки Псезуапсе .
Існуюче тут з ранніх пір Шапсузьке Хакучінское суспільство і аул, що отримали назву від річки Хакуч (Хакучіпсе) (притока р. Псезуапсе), із закінченням багаторічної  Кавказької війни поповнювалося біженцями з різних адигських племен, сюди ж стягувалися збіглі козаки і солдати російської армії. Хакучі говорили на видозміненому Шапсузькому діалекті черкеської мови та етнічно складали єдине ціле з  шапсугами.
Користуючись труднодоступностью своїх ущелин, хакучі наполегливо чинили опір, не бажаючи переселятися ні на  Лабу, ні в  Туреччину. Проти них були застосовані звичайні для  Кавказької воїни методи: знищення аулів, посівів і запасів продовольства. 
Тільки після цього частина хакучів скорилася і погодилася покинути рідні місця, але іншій частині вдалося уникнути виселення. Тому у 1865 експедицію проти хакучів довелося повторити. 
У результаті її майже всі хакучі були виселені в аули Кубанської області, хоча окремі невеликі групи продовжували переховуватися у горах ще протягом кількох років.
- 1870 - Іван Орєхов записал[3] -

«..., Ми прийшли до гирла річки Гогопс, що впадає в річку Пшеха зліва. З верхів'я Гогопса, близько сходиться з верхів'ями Хакучіпсе (притока Псезуапе) і Ашше, лежить стежка, по [306] якій хижаки південного схилу переходили на північний, для грабежу і злодійства. Незважаючи на дворазовий похід проти них в 1865 році (весною та восени) і на виселення, у тому ж і в наступному році, декількох тисяч  'хакучей до Туреччини' , сотні дві-три цих розбійників ще трималися в горах, в надзвичайно дикій місцевості витоків річок Шаху, Бзич (притока річки Шаху), Ашше і Нуажі (притока річки Ашше) »

.
До кінця XIX століття, коли стало ясно, що кілька сот хакучей не можуть представляти реальної загрози для безпеки чорноморського узбережжя, їм було дозволено повернутися в рідні місця. Нині більшу частину чорноморських адигів-шапсугів складають саме нащадки хакучей.
У наш час хакучі складають значну частину населення аулу Великий Кічмай, кілька сімей живе в аулі Ходжіко, а також в аулах Агуй-Шапсуг (колишня Куйбишевка) і Тхагапш ( Тхагапс).

## Легенда про Хамрі (Амірану)
- 1870 - Іван Орехов, у своїх подорожніх нотатках "За північному схилу західного Кавказу", написав следующее[4]:

У них, хакучів, кажуть, що це ось та сама скеля, де сильна людина прикутою була, а це, додав Натирбов, той самий струмок, у який Аллах аксакала звернув.
Я задумався над цим оповіданням. Подібність його з легендою про Прометея усувало всі сумніви про тотожність з останньою. За Кавказом дуже поширене подібне ж сказання, і його відносять то до тієї, то до іншої горе або скелі, чим-небудь вразила уяву навколишніх жителів і розворушити їх чітку фантазію. Так, переказ про чарівника Амірану, прикутого то всередині Ельборуса, то на одній з гір Лечгумя, відомо і грузинам, і лезгини, і осетинам.
- Як же звали сильної людини, якого Аллах покарав? - Запитав я.
- «Хамрі», - відповів той.
Я заніс в свій похідний журнал розповідь напівдикого хакуча, в тій подробиці, в якій чув, як цікавий факт живучості народних переказів і як зразок яскравої фантазій племені, ще не встиг вийти з дитинства.
Як і чим запам'ятався у народній уяві цей еллінський міф; чому і стародавні греки, і напівдикі хакучі відносять місце страти Прометея до однієї з скель Кавказу; пояснюється цей факт присутністю в горах останнього виселення 63/64 року нащадків древніх аргонавтів, що ходили до Колхіди, або занесений він сюди в пізнішу епоху, в епоху, може бути, процвітання Босфорської царства - Понта, або в пору багатства і сили грецьких колоній Тавриди - ось питання, які тіснилися в моїй голові, не знаходячи рішення.